# Sant Miquel de la Bastida
Sant Miquel de la Bastida (Église Saint-Michel de La Bastide en francès) és l'església, i la parròquia que aquesta encapçala del poble nord-català de la Bastida.
És situada a la part superior de la població, al costat del castell de la vila; hom ha suggerit que hagués pogut ser-ne la capella o, si més no, formar part de les fortificacions.
Tanmateix, segons Pere Ponsich aquesta església era l'antiga parroquial de Sant Joan de la Bastida, que més endavant assumí el patronatge de la capella del castell, Sant Miquel de Mollet, de la qual queden algunes restes a prop de la parroquial.

## Història
És una església romànica documentada ja el 1011 amb el nom eccl. S. Michaelis de Molleto vel Molletello, quan es fixen els límits parroquials del poble que posteriorment s'anomenaria la Bastida, en relació amb els límits parroquials de Sant Sadurní de Bula d'Amunt. Tanmateix, aquesta cita correspon a la vella església de Sant Miquel de Mollet, de la qual es conserva la capçalera en un indret proper.
L'edifici actual, més al nord que l'església primitiva, va ser construït als segles xii i xiii, però profundament restaurat al XVII; del 1640 va ser un encàrrec a l'escultor ripollès Josep Casamira d'un altar dedicat als sants Julià i Basilissa. Pels voltants del 1690, l'aleshores rector Josep Jocavell publicà en català l'obra Reglas y documents parliculars per la vida heremitica.

## Descripció
El temple originari, d'una sola nau i absis rectangular, va ser ampliat amb capelles laterals (ho evidencia una inscripció del 1671) i l'absis reemplaçat per un de semi-circular. La façana est és fortificada i remata l'edifici la poderosa torre del campanar. Aquesta és de base quadrada, té merlets en la seva part superior, finestres bessones a dues de les cares i senzilles a les altres dues.
L'església conserva dues campanes: una del 1812, de la foneria Breton, i l'altra del 1855, obra de Raymond Criballer. També té diversos retaules barrocs.